# حر الأصابع
حر الأصابع (الاسم العلمي: Eleutherodactylus)، جنس ضفادع من فصيلة حرات الأصابع. أنواعه 200 وتعرف الكثير منها باسم «ضفادع المطر» و«الضفادع السارقة»، بسبب أصواتها الحادة المرتفعة المزعجة التي تشبه أصوات الحشرات.